# Vista Alegre do Alto
Vista Alegre do Alto é um município brasileiro do estado de São Paulo. Sua população estimada em 2024 pelo IBGE era de 8.327 habitantes.

## História
Um italiano nascido em 16 de setembro de 1869 em Roverbella, província de Mantua, ficou interessado nas plantações de café do Brasil e resolveu vir conhecer. Este imigrante era Luigi Bassoli, chamado de "Luiz Bassoli", assim começa a historia do municipio. Aqui conheceu Armelinda Begnardi, que já morava no sítio São Roque, região de Aparecida de Monte Alto, e em 4 de maio de 1901 casou-se com ela.
Juntos fundaram a Colônia Seca, onde havia um armazém de secos, molhados e tecidos. Tornou-se o centro de lazer da população. Aos domingos e dias santificados aproveitava-se para se fazer as compras necessárias e, como entretenimento, havia um campo de bocha e os tradicionais jogos de truco, três setes e outros, predominantes naquela época.
A Colônia Seca era passagem obrigatória dos carreiros (transportadores de mercadorias que se utilizavam de carros de boi), que percorriam a Boiadeira (famosa estrada que ligava diversos pontos do Estado).
Com o crescimento das propriedades existentes e o aumento da população, reclamava um centro melhor, como a fundação de um vilarejo. E a Colônia Seca, entre o entendimento com os diversos proprietários, fundaram o povoado, no local onde se encontra a cidade hoje. Daí a importância do nome Luigi Bassoli para o Município de Vista Alegre do Alto.  No dia 21 de junho de 1931, com 61 anos de idade, Bassoli veio a falecer.

## Geografia
Localiza-se a uma latitude 21º10'14" sul e a uma longitude 48º37'45" oeste, estando a uma altitude de 619 metros. Possui uma área de 95,297 km².

### Hidrografia
- Rio Turvo
- Rio da Onça

### Rodovias
- SP-323

## Demografia

### População
| Crescimento populacional                             | Crescimento populacional | Crescimento populacional | Crescimento populacional |
| Ano                                                  | População Total          |                          | %±                       |
| ---------------------------------------------------- | ------------------------ | ------------------------ | ------------------------ |
| 1960                                                 | 2 560                    |                          | —                        |
| 1970                                                 | 2 375                    |                          | −7,2%                    |
| 1980                                                 | 2 736                    |                          | 15,2%                    |
| 1991                                                 | 3 614                    |                          | 32,1%                    |
| 2000                                                 | 4 754                    |                          | 31,5%                    |
| 2010                                                 | 6 886                    |                          | 44,8%                    |
| 2022                                                 | 8 109                    |                          | 17,8%                    |
| Est. 2024                                            | 8 327                    | [ 6 ]                    | 2,7%                     |
| Fontes: Censos Demográficos IBGE e Estimativas SEADE |                          |                          |                          |

## Política e Administração
- Prefeito: Luís Fiorani - (2017/2020)
- Vice-prefeito: Arlindo Balsanelli
- Presidente da câmara: José dos Reis Esteves

## Infraestrutura

### Comunicações
O sistema de telefones automáticos foi inaugurado na cidade em 1982 pela Telecomunicações de São Paulo (TELESP), que também implantou o sistema de discagem direta à distância (DDD) em 1982 com o código de área (0163).
Na década de 90 o código DDD da cidade foi alterado para (016), para padronização do sistema telefônico com a telefonia celular que estava sendo implantada em todo o estado.

## Religião
O Cristianismo se faz presente na cidade da seguinte forma:

### Igreja Católica
- A igreja faz parte da Diocese de Jaboticabal.[13]

### Igrejas Evangélicas
Entre as igrejas protestantes históricas, pentecostais e neopentecostais, encontram-se na cidade:
- Assembleia de Deus Ministério do Belém.[15][16]
- Congregação Cristã no Brasil.[17]